# Prisión Central de Freetown
La Prisión Central de Freetown (en inglés: Freetown Central Prison) conocido comúnmente como "prisión de la carretera Pademba" es una cárcel en la ciudad de Freetown, la capital del país africano de Sierra Leona. La prisión fue construida para albergar a 220 presos en la época anterior a la independencia y ahora tiene alrededor de 1.000 prisioneros. Muchos presos fueron objeto de estancias prolongadas en celdas de detención debido a una acumulación masiva en las causas judiciales.